# 金岗库乡
金岗库乡，是中华人民共和国山西省忻州市五台县下辖的一个乡镇级行政单位。

## 行政区划
金岗库乡下辖以下地区：
金岗库村、安家沟村、麻地沟村、大插箭村、小插箭村、蛤蟆石村、小估计沟村、大甘河村、南梁村和马圈沟村。